# 木原美知子
木原美知子（日语：／ Kihara Michiko，1948年4月5日—2007年10月18日），日本前女子游泳运动员、电视演员。

## 生平
她曾获得4枚亚洲运动会游泳比赛金牌。退役后，她成为模特，商人和电视演员。
2007年，她死于蛛网膜下腔出血。